# Семенець Олег Євгенович
Олег Євгенович Семенець (14 червня 1946) — український дипломат, науковець.

## Біографія
Народився 14 червня 1946 року. Закінчив Київський державний університет ім. Т. Г. Шевченка (1969), філолог, перекладач з англійської мови. Доктор філологічних наук, професор (1986).
З 1969 по 1971 рр. — викладач Київського інституту народного господарства.
З 1971 по 1992 рр. — старший методист, викладач, старший викладач, доцент, завідувач кафедри теорії і практики перекладу, професор, з 1981 по 1992 рр. — декан факультету романо-германської філології КДУ ім. Т. Г. Шевченка.
З 1992 по 1993 рр.— Заступник Голови Національного Центру реалізації міжнародної технічної допомоги Україні при Кабінеті Міністрів України.
У 1993 р. — радник Групи Послів з особливих доручень МЗС України.
З 1993 по 03.1995 рр. — Тимчасовий повірений у справах України в ОАЕ.
З 03.1995 по 03.1998 рр.— Надзвичайний та Повноважний Посол України в ОАЕ.
З 05.1996 по 03.1998 рр.— Надзвичайний та Повноважний Посол України в Ємені за сумісництвом
З 1998 по 2000 рр. — Начальник Управління РФ та СНД МЗС України.З 2000 по 2001 рр.- Начальник Управління з контролю над озброєннями та військово-технічного співробітництва МЗС України, член Колегії МЗС України.
З 02.03.2001 по 10.04.2006 рр.— Надзвичайний та Повноважний Посол України в Індії.
З 15.05.2002 по 10.04.2006 рр.— Надзвичайний та Повноважний Посол України в Непалі за сумісництвом.
З 15.05.2002 по 10.04.2006 рр. — Надзвичайний та Повноважний Посол України в Бангладеші за сумісництвом.
З 06.06.2002 по 10.04.2006 рр. — Надзвичайний та Повноважний Посол України в Шрі-Ланці за сумісництвом. 2007 р. — помічник Заступника Керівника Секретаріату Президента України.
З 2007 по 2008 рр.— Директор Першого територіального департаменту Міністерства закордонних справ України.
З 17.06.2008 по 01.08.2011 рр.— Надзвичайний і Повноважний Послом України в Сирійській Арабській Республіці. Наразі — Член Ради директорів ГО «Українська Асоціація зовнішньої політики.»
Має дипломатичний ранг Надзвичайного та Повноважного Посла (2001 р.) Володіє англійською, російською мовами.

## Автор праць
- «Соціальні процеси і мовна дійсність: англійська мова в країнах Азії та Африки»(1984)
- «Соціальний контекст і мовний розвиток»(1985)
- «Історія перекладу» (1989, 1991)
- «Сучасна Індія: наука, технології, стратегічні сектори» (2006)